# دير مار كوركيس
دير مار كوركيس هو دير يتبع الكنيسة الكلدانية الكاثوليكية. وأقدم دير في قرية ألقوش التابعة لمحافظة نينوى. يقع على بعد 9 كم إلى الشمال من مركز مدينة الموصل، و800 م عن يمين الطريق المؤدي من الموصل إلى دهوك. في 1681 رمم الدير، وأعيد بناءه في عام 1906. وبعد أن كان يجثم وحيداً فوق رابية تطل على سهول خصبة وبساتين يرويها نهر دجلة، الذي يترك دير مار ميخائيل وعين كبريت وباشطابيا إلى اليمين، ويشطر الموصل شطرين، الساحل الأيمن والساحل الأيسر، أخذت تمتد إليه في الآونة الأخيرة مكاسب العمران والازدهار، من جهتي الجنوب والغرب خاصة، بينما لا تزال التلول الأثرية والطبيعية تحميه من أخطار الضوضاء والصخب.

## تسميته
يدعى هذا الدير باسم (دير مار كوركيس). وكل المصادر تذكر ذلك على شحتها، تذكره بهذه التسمية. وتدلنا هذه المصادر على أن شفيع الدير هو الشهيد مار كوركيس أو جرجس. وقد يكتب أو يلفظ أيضاً جرجيس أو جيورجيس، ويأتي في قرانا محرفاً بلفظ ججو، وفي الغرب جورج. وهو اسم معروف وشهير جداً في الأوساط المسيحية، وحتى الإسلامية.
والديارات والكنائس المشيدة بهذا الاسم لا تحصى. نذكر من الكنائس التي على اسمه، ففي العراق فقط يوجد الكنائس التالية: ثلاث في الموصل، وكنيسة في كل من بغداد، وألقوش، وعينكاوة، وكرمليس، وقره قوش، وتلسقف، وزاخو، وفيشخابور، وبيرسفي، وشيوز وإلخ. جلها باسم الشهيد كوركيس وقلة باسم كوركيس آخر وفي الموصل جامع باسم نبي الله جرجيس. يذكر أن الشهيد كوركيس يأتي في المرتبة الأولى في قوائم القديسين والأولياء الذين على اسمهم شيّدت ديارات وكنائس ومزارات، بعد العذراء مريم أم المسيح، وتأتي القديسة شموني بعدهما.